# リーヴォ・レートマ
リーヴォ・レートマ（Liivo Leetma、1977年1月20日）は、旧ソヴィエト連邦、エストニア、コセ出身のサッカー選手。ポジションはMF。

## 所属クラブ
- JKテルヴィス・パルヌ 1995
- レールSK 1996
- FCフローラ・タリン 1996-1997
- ヴィリャンディJKトゥレヴィク 1997
- FCレバディア・タリン 1998-1999
- FCフローラ・パイデ 2000
- FC TVMKタリン 2001-2004
- FCコーテーペー 2005-2006
- TVMKタリン 2007
- JKタリナ・カレフ 2007
- ノーメ・カリュFC 2008-2009
- パイデ・リナメースコンド 2009
- グランクッラIFK 2010
- コンコルディア・タリン 2012
- パイデ・リナメースコンド 2014-2015

## 代表
- エストニア代表 1998-2006

36試合出場